# Balata (żywica)
Balata (gutta balata) – żywica (balatowa), ekstrahowana z lateksu pewnych roślin z rodziny Sapotaceae, zwłaszcza z drzewa Manilkara bidentata, występującego głównie w Brazylii, Gujanie i Indiach Zachodnich.
Balata nazywana jest czasami łezką balata.
Balata jest produktem o czerwonawej barwie, na ogół dostarczanym w postaci bloków o masie do 50 kg, lecz czasami także w arkuszach o grubości od 3 do 6 mm.
Jest ona głównie stosowana do produkcji taśm przenośnikowych, pasów transmisyjnych i materiałów na te taśmy i pasy. W mieszaninie z gutaperką jest stosowana również do produkcji kabli podmorskich i piłek golfowych.